# Cerebratulus rigidus
Cerebratulus rigidus är en djurart som tillhör fylumet slemmaskar, och som beskrevs av Isler 1900. Cerebratulus rigidus ingår i släktet fläsknemertiner, och familjen Cerebratulidae. Inga underarter finns listade i Catalogue of Life.